# 卡累利阿-芬蘭蘇維埃社會主義共和國國徽
卡累利阿-芬蘭蘇維埃社會主義共和國國徽啟用於1941年2月10日，至1956年2月10日被併入俄羅斯蘇維埃聯邦社會主義共和國為止。
呈圓形，中為旭日初升之象，下為當地景色。上方有紅色五角星，中為鎚子與鐮刀，象徵社會主義的勝利。外圍由麥穗和松枝裝飾。飾帶以民族圖案裝飾，並以俄語和芬蘭語書有蘇聯格言「全世界無產者，聯合起來！」和國名。